# Vaskna järv
Vaskna järv (Vasknasjön) är en sjö i Estland. Den ligger i Haanja kommun i landskapet Võrumaa, i den södra delen av landet, 240 km sydost om huvudstaden Tallinn. Vaskna järvs area är 0,36 kvadratkilometer exklusive ett antal mindre öar som är belägna i sjön.
Vaskna järv ligger 243 meter över havet. Estlands och Baltikums högsta berg, Suur Munamägi som är 317 meter högt, ligger en km väster om Vaskna järv. Sjön är källa till floden Iskna jõgi, som är ett sydligt biflöde till Võhandu jõgi.